# Иван Ковалчик Милешевац
Иван Ковалчик Милешевац (Пријепоље, 3. март 1968 — Нови Сад, 30. март 2017) био је српски сликар, иконописац и фрескописац — протомајстор Епархије милешевске.
На иницијативу Народних музејa из Пријепоља и Београда на челу са директорима Славољубом Пушицом и Јефтом Јефтовићем у оквиру пројекaта обнове Немањићких задужбина, у сарадњи са САНУ и под надзором Завода за заштиту споменика културе из Краљева, са благословом Његове Светости Патријарха српског Г. Павла и благослову Eпископа милешевских Г. Василијa и Г. Филарета, насликао је већи број иконостаса за цркве и манастире Српске православне цркве у Епархији милешевској.
Од 2006. године живи у Новом Саду, где у оквиру канонског црквеног сликарства, ради на изради икона и фресака у византијском стилу.

## Пројекти
Значајни пројекти у Епархији милешевској:
- 1998. — иконостас за манастир Давидовица, посвећен Крштењу Господњем — XIII век
- 2002. — иконостас за манастир Куманица, посвећен Св. архангелу Гаврилу — XIV век
- 2005. — иконостас за манастир Дубница, посвећен Светој Тројици — XIV век
- 2012. — иконостас за манастир Јања, посвећен Праведним Јоакиму и Ани — XV век

## Галерија
- Св.Јован Крститељ-Рођење, ауторски рад-уникат, јајчана темпера,103,5x83цм, 2001.
- Бели Анђео-Васкрсење, ауторски рад-уникат, уље на платну,40x60цм (53x74), 2013.
- Небеска Царица, ауторски рад-уникат, јајчана темпера на дрвеној плочи, 80x59цм, ручно резбарен рам од јавора 102x82цм, 1998.